# Propedies auricularis
Propedies auricularis är en insektsart som beskrevs av Ronderos och Sanchez 1983. Propedies auricularis ingår i släktet Propedies och familjen gräshoppor.

## Underarter
Arten delas in i följande underarter:
- P. a. auricularis
- P. a. prasinus